# Philippe l'Arabe
 (octobre 2022).
Si vous disposez d'ouvrages ou d'articles de référence ou si vous connaissez des sites web de qualité traitant du thème abordé ici, merci de compléter l'article en donnant les références utiles à sa vérifiabilité et en les liant à la section « Notes et références ».
Marcus Julius Philippus (latin : Marcus Iulius Philippus Augustus) (v. 204 - 249), plus communément connu sous son surnom Philippe l'Arabe (latin : Philippus Arabs), est empereur romain de 244 à 249. Issu d'une famille de citoyenneté romaine, il est né dans un district rattaché depuis Septime Sévère à la province romaine d'Arabie, dans une localité située à l'extrême sud de l'actuelle Syrie. Parvenu au pouvoir après la mort de Gordien III, il négocie rapidement la paix avec l'Empire sassanide. Pendant son règne, Rome a célébré le millénaire de sa fondation.
Le qualificatif d'« Arabe » lui vient d'un ouvrage d'Aurelius Victor Liber de Caesaribus, rédigé vers 360.

## Biographie

### Origines
Marcus Julius Philippus naît au début du IIIe siècle dans la province d'Arabie, à Aurinatis, non loin d'Emese (Homs), dans le district de Trachon (aujourd'hui le Lejat, en Syrie, au sud de Damas), au sein d'une famille de notables d'origine arabe. Il est le fils d'un citoyen local, Julius Marinus, qui était peut-être d'une certaine importance. Son gentilice Iulius suggère que sa famille a reçu la citoyenneté romaine depuis très longtemps et non en 212, en vertu de l'édit de Caracalla, car il porterait alors le gentilice d'Aurelius, comme tous les bénéficiaires de cet édit.
Les allégations de sources romaines ultérieures (Historia Augusta et Épitome de Caesaribus) selon lesquelles Philippe avait une origine très humble ou même que son père était un chef de brigands ne sont pas acceptées par les historiens modernes.
On ne sait rien de précis sur Philippe avant 243, sinon que son frère Priscus est nommé préfet du prétoire et associé à Timésithée, beau-père de l'empereur Gordien III, lors de la campagne contre les Perses en Mésopotamie. Il s'agit donc d'une famille de rang équestre, dont ce rejeton atteint la fonction la plus haute de la carrière. Philippe n'a pas accompagné l'expédition comme simple visiteur, mais probablement comme préfet de Mésopotamie et donc commandant d'une partie des troupes. Philippe a épousé une certaine Otacilia Severa, et ils ont eu au moins un fils, nommé Philippe comme son père : Marcus Iulius Philippus ou Philippe II.

### Accession au pouvoir

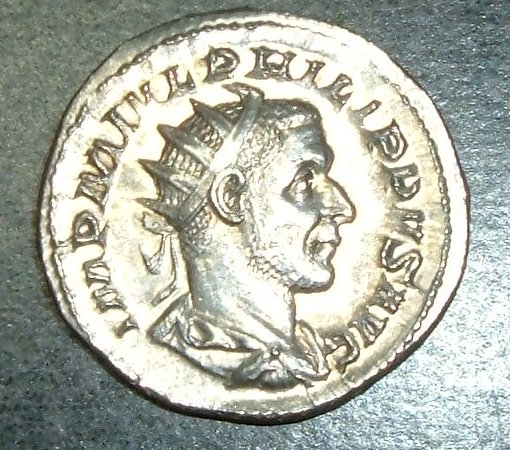
Antoninien de Philippe l'Arabe
Légende : Imp[erator] M[arcus] Iul[ius] Philippus Aug[ustus]

Philippe devait faire partie de l'entourage proche de Timésithée puisqu'il est nommé pour lui succéder dans l'urgence à la préfecture du prétoire en 243, devenant ainsi le collègue de son frère. Des liens ont pu se nouer lorsque Timésithée a gouverné la province d'Arabie par interim vers 220. Gordien III, ayant été battu par les Perses à Misikhè (en) (Falloujah, Irak) en 244, meurt au cours de sa retraite et Philippe est acclamé empereur par l'armée pour lui succéder, preuve qu'il avait exercé un commandement militaire important et qu'il y avait fait ses preuves. Il négocie aussitôt avec le roi des Perses Chapour Ier la libération des prisonniers romains et conclut la paix, contre une forte rançon mentionnée dans les Res Gestæ Divi Saporis : 500 000 pièces d'or. Ce traité a priori déshonorant conserve cependant ses conquêtes de l'année précédente, et s'engage officieusement à laisser aux Perses les mains libres contre l'Arménie, dont le contrôle est traditionnellement une source de conflit entre Rome et les ensembles politiques orientaux successifs (Parthes et Sassanides au premier chef). Philippe se fait décerner par la suite les titres de Parthicus Adiabenicus, Persicus Maximus et Parthicus Maximus, comme signes de sa victoire sur les Perses, et insiste, dans sa titulature sur le mot Invictus, invaincu.

## Règne

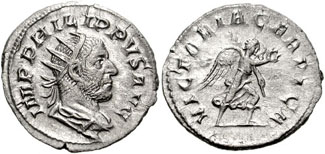
Philippe l'Arabe commémorant la victoire sur les Carpes, en 247. Au droit : tête de Philippe portant la couronne radiée. Au revers : victoire portant une palme et une couronne laurée et la légende VICTORIA CARPICA. (atelier de Rome)

Installé à Antioche à la suite de sa retraite de 244, Philippe réorganise les forces romaines d'Orient, les plaçant sous le commandement unique de son frère Priscus nommé rector Orientis. Il congédie les auxiliaires goths qui ont été recrutés pour l'expédition de Gordien III, lors de son passage en Mésie et place les forces romaines du Danube sous le commandement de Sévérianus, sans doute son beau-frère. Il comble l'Arabie, sa province natale, de sa générosité en faisant embellir Bostra (Bosra, Syrie), la capitale, et en bâtissant de toutes pièces la nouvelle cité de Philippopolis (Chahba, Syrie), à l'origine son village natal. Il fait aussi construire les propylées monumentaux du temple de Jupiter à Héliopolis (Baalbek, Liban).

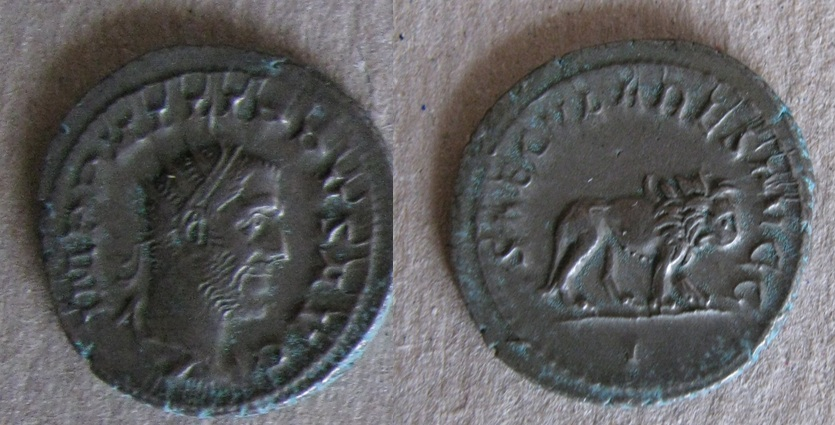
Philippe l'Arabe commémorant les jeux séculaires.

Philippe revient ensuite en Italie, afin de se faire confirmer son titre par le Sénat, qui accepte. Le nouvel empereur, malgré son extraction équestre, semble avoir eu de bonnes relations avec l'ordre sénatorial romain. Les troubles aux frontières reprennent cependant rapidement : il part guerroyer sur le Danube contre les Carpes dès 245. En effet, la mort de Timésithée, celle de Gordien III, et la décision de Philippe de cesser de payer le tribut dû aux tribus germaniques, provoquent une nouvelle tentative d'incursion de la part de ces dernières. Il s'établit en Thrace, repousse les Carpes au-delà du Danube, et ce faisant obtient un triomphe sur eux ainsi que le titre de Carpicus Maximus. Dans le même temps, en 245, la dynastie arménienne des Arsacides refuse le traité établi sans son accord entre Rome et les Sassanides, et l'agitation reprend de plus belle en Orient. Il réussit à rentrer à Rome en août 247, à temps pour organiser et célébrer avec faste les Jeux séculaires, qui correspondent au millénaire de la fondation de Rome, en avril 248. Les sources de l'époque décrivent la munificence et la pompe déployées pour cet anniversaire symbolique. Il profite d'un climat favorable pour élever son fils, Philippe II, au titre d'Auguste, faisant de lui son co-empereur et son héritier désigné. Très soucieux d'installer une dynastie durable, il fait diviniser son père Julius Marinus après sa mort (date inconnue, mais sans doute dans la première moitié du règne) et émettre des monnaies à son effigie.

## Chute
Mais à cette date, de nombreux mécontentements, notamment dans les armées des provinces, ont éclaté. D'abord, fin 248, les légions de Pannonie et de Mésie proclament empereur Pacatianus. Les Goths envahissent la Mésie, portent le siège contre Marcianopolis, de même que les Quades fondent sur la Pannonie. En Orient, le frère de Philippe est confronté à l'usurpation de Jotapien (Jotapianus), acclamé par ses armées pour contester le commandement tyrannique du frère de l'empereur, Priscus. D'autres usurpateurs, très mal documentés en dehors de quelques monnaies, semblent avoir tenté l'aventure impériale dans la foulée : Silbannacus et Sponsianus, sans que l'entreprise soit réellement couronnée de succès, puisque les sources antiques n'en parlent pas.
Dépassé par le nombre grandissant d'usurpations, Philippe offre publiquement de rendre le pouvoir, mais le Sénat refuse et soutient l'empereur. Le meneur de ce soutien inattendu est le préfet de la Ville Decius, à qui Philippe confie un commandement militaire exceptionnel sur la Pannonie et la Mésie, afin de combattre Pacatianus et les différentes tribus barbares en mouvement autour du Danube. Ce choix se retourne malheureusement contre Philippe puisque Dèce est acclamé empereur par des légions mécontentes, au printemps 249, et fait volte-face pour marcher sur Rome. À la crise militaire et politique s'ajoute la crise économique, puisque Philippe opère une nouvelle dévaluation de l'antoninien, monnaie introduite par Caracalla quelques décennies plus tôt : des révoltes éclatent en Égypte, interrompant l'approvisionnement — vital — en blé de Rome.
Philippe doit marcher contre son ancien subordonné, dès la fin de l'été 249, à la tête d'une armée composée de deux ou trois légions italiques et de la garde prétorienne. En automne 249, ils s'affrontent à la bataille de Vérone (en). Decius l'emporte grâce à ses six légions danubiennes, expérimentées et rompues à la guerre, épaulées de nombreuses cohortes de cavalerie. Philippe qui se bat contre une armée deux fois plus nombreuse que la sienne est contraint de fuir, et finit assassiné en septembre 249, probablement par ses soldats. Son fils est aussi rapidement éliminé, de même qu'on perd toute trace de son frère Priscus chargé de l'Orient.

## Convictions religieuses
Eusèbe de Césarée rapporte - sans en garantir l'authenticité - une tradition de l'historiographie chrétienne selon laquelle Philippe était chrétien, et qu'il se comportait « dans la crainte de Dieu ». Plus tard, Jordanès reprend cette affirmation. De fait, l'iconographie chrétienne a entériné cette hypothèse, et de nombreux tableaux représentent Le pape Fabien baptisant Philippe l'Arabe, notamment le tableau de Pier Leone Ghezzi en la basilique Saint-Sébastien-hors-les-Murs de Rome. En réalité, si Philippe a laissé, à titre privé, ou dans un objectif politique, l'évêque de Rome Fabien ramener à Rome la dépouille mortelle de son prédécesseur Pontien, ce que l'on sait des événements survenus sous son règne le présente, du moins publiquement, comme un pratiquant de la religion civique traditionnelle (tauroboles propitiatoires, fêtes du Millénaire de Rome). Mais il accorde sa protection au philosophe néoplatonicien Plotin, dont la doctrine s'inspire en partie de la théologie chrétienne. Pour les historiens modernes, nonobstant la thèse approfondie de l'historienne et universitaire Marta Sordi, la conversion de Philippe continue à être tenue comme douteuse, faute de preuves historiques, pour Loriot et Nony, ou pour Paul Petit, selon qui c'est une chose improbable, ou du moins indémontrable, et pour Pierre Maraval. Si, comme l'affirment certaines sources chrétiennes antiques, Philippe n'est pas le premier empereur converti au christianisme, il semble néanmoins avoir manifesté intérêt et respect à l'égard de la nouvelle religion.

## Noms successifs
- Vers 204, naît Marcus Julius Philippus.
- 244, accède à l'Empire : Imperator Cæsar Marcus Julius Philippus Pius Felix Invictus Augustus.
- à la suite de ses victoires contre les Germains et les Carpes : Imperator Cæsar Marcus Julius Philippus Pius Felix Invictus Augustus Germanicus Maximus Carpicus Maximus.
- 249, titulature à sa mort : Imperator Cæsar Marcus Julius Philippus Pius Felix Invictus Augustus Germanicus Maximus Carpicus Maximus, Pontifex Maximus, Tribuniciæ Potestatis VI, Imperator VI, Consul III.

## Postérité
Philippe l'Arabe est représenté sur les billets de banque syriens de 100 livres.